# Xã Sangamon, Quận Edmunds, Nam Dakota
Xã Sangamon (tiếng Anh: Sangamon Township) là một xã thuộc quận Edmunds, tiểu bang Nam Dakota, Hoa Kỳ. Năm 2010, dân số của xã này là 60 người.